# Desire Me

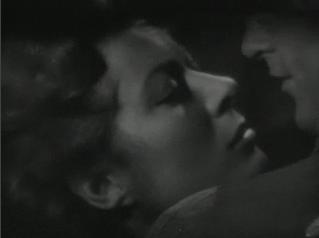
Greer Garson

 Desire Me és una pel·lícula estatunidenca dirigida per George Cukor, després per Mervyn LeRoy, estrenada el 1947.

## Argument
Marise Aubert estima el seu marit, Paul (Robert Mitchum), però té un sentiment de culpabilitat que confia al Dr. Leclair (Cecil Humphreys), psiquiatre.
L'anunci de la mort del seu marit, mort pels alemanys la trastorna. Jean (Richard Hart), un amic de Paul, ajuda Marise Aubert a superar la seva pena i l'acaba seduint Però un dia, Paul reapareix …;.

## Repartiment
- Greer Garson: Marise Aubert
- Robert Mitchum: Paul Aubert
- Richard Hart: Jean Renaud
- Morris Ankrum: Hector Martin
- George Zucco: Pare Donnard
- Cecil Humphreys: Dr. Andre Leclair
- David Hoffman: Alex

## Al voltant de la pel·lícula
Desaprovada pels seus dos directors, aquesta pel·lícula és una de les poques a no fer menció d'aquesta informació als crèdits.